# خوسيه أنطونيو مارتينيز جيل
خوسيه أنطونيو مارتينيز جيل (بالإسبانية: José Antonio Martínez Gil)‏ (12 فبراير 1993 بلا بالما ديل كوندادو في إسبانيا - ) هو لاعب كرة قدم إسباني في مركز الدفاع. لعب مع نادي برشلونة ب.

## وصلات خارجية
- خوسيه أنطونيو مارتينيز جيل على موقع قاعدة بيانات كرة القدم.إي يو (الإنجليزية)
- خوسيه أنطونيو مارتينيز جيل على موقع Soccerway.com (الإنجليزية)
- خوسيه أنطونيو مارتينيز جيل على موقع عالم كرة القدم.نت (الإنجليزية)
- خوسيه أنطونيو مارتينيز جيل على موقع AS.com (الإسبانية)